# Vladímir Jabotinsky
Vladímir Yevgénievich Jabotinsky (en ruso: Влади́мир Евге́ньевич Жаботи́нский; Odesa, Imperio ruso, 18 de octubre de 1880–Nueva York, Estados Unidos, 4 de agosto de 1940) fue un líder sionista, escritor, fundador de la Legión Judía durante la Primera Guerra Mundial y del movimiento juvenil sionista Betar. Fue el principal ideólogo de la corriente sionista revisionista.
Al abrazar el sionismo adoptó el sobrenombre de Ze'ev, que en hebreo: זאב‎ significa Lobo.

## Biografía

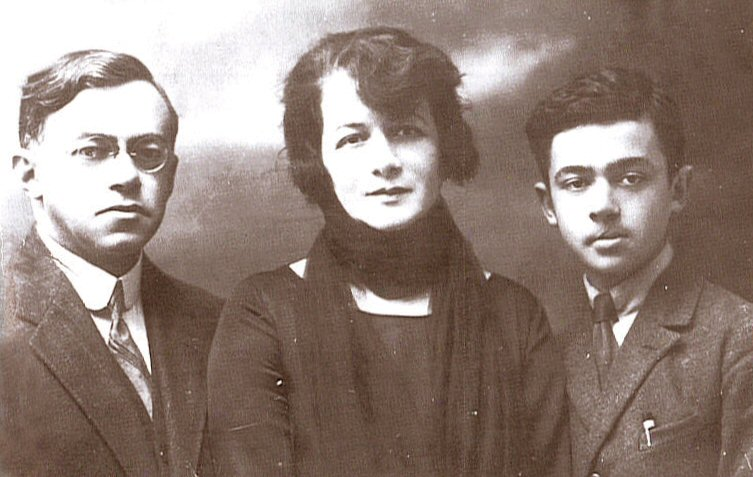
Zeev Jabotinsky con su esposa y su hijo.

### Primeros años
Nacido en el seno de una familia judía de clase alta. Aunque su madre era una judía tradicionalista que hablaba yidis, Jabotinsky recibió una educación secular rusa con poca educación formal de judaísmo. Cuando tenía tan solo seis años de edad falleció su padre, una tragedia que sumió a su familia en apremios económicos. Un tío recomendó a su madre viuda enseñar a los niños un oficio. Pero ella quería que recibieran una educación esmerada, a pesar de las dificultades. Odesa estaba en su cúspide como centro de la actividad judía y sionista; sin embargo, Jabotinsky creció empapado más en la cultura rusa que en la judía.
A la temprana edad de 14 años, Vladimir Jabotinsky publicó una crítica al sistema de graduación en un periódico local. Una vez graduado, fue enviado como corresponsal para dos diarios de Odesa a Berna, Suiza y más tarde a Italia. Firmaba sus despachos y artículos bajo el seudónimo "Altalena" (en italiano palabra para «columpio»). En Berna inició una carrera de escritor que no abandonaría en toda su vida, se unió a un grupo de estudiantes rusos y empezó a interesarse tanto en las ideas socialistas como en las sionistas. 
A los 18 años estudió derecho en la Universidad de Roma y a su regreso a Rusia se diplomó como abogado. Con sus despachos y artículos desde Italia se ganó el reconocimiento como uno de los más brillantes jóvenes periodistas en ruso: más tarde editaría periódicos en ruso, yídish y hebreo.

### Activismo sionista en Rusia
Después del pogromo de Kishinev de 1903, Jabotinsky se unió al movimiento sionista, donde pronto se hizo conocido como un enérgico orador y un líder influyente. Por temor a que ocurrieran más pogromos, Jabotinsky estableció la Organización Judía de Autodefensa, un grupo de combatientes que pretendían proteger a las comunidades judías de Rusia. Jabotinsky se convirtió en fuente de gran controversia en la comunidad judía de Rusia como resultado de estas acciones. En ese tiempo se impuso a sí mismo el objetivo del aprendizaje del hebreo moderno y tomó un nombre hebreo: "Ze'ev", que significa "Lobo". Luchó por los derechos de las minorías en Rusia y fue elegido poco después como delegado al Sexto Congreso Sionista en Basilea, Suiza, el último en el que Theodor Herzl participó. Después de la muerte de Herzl en 1904, se convirtió en el líder de los sionistas de derecha. Durante este período, Jabotinsky defendió la difusión de la cultura y la lengua hebrea por Rusia, así como el establecimiento de la Universidad Hebrea de Jerusalén.

### Primera Guerra Mundial
Durante la Primera Guerra Mundial, Jabotinsky ejerció de corresponsal en Alejandría (Egipto). Allí militó por la creación de la Legión Judía, una unidad militar formada por judíos que se uniese a los aliados para conquistar Palestina. Finalmente consiguió su objetivo y la Legión, formada por reclutas y voluntarios de Gran Bretaña, Norteamérica y Palestina, participó en los compases finales de la campaña del Sinaí y Palestina. Jabotinsky sirvió en ella como teniente.
Tras la guerra, la Legión Judía fue desmovilizada y, para frustración de Jabotinsky, pocos de sus miembros eligieron quedarse en Palestina. Jabotinsky sí se quedó y participó en incidentes armados contra árabes palestinos, por los que fue encarcelado y luego indultado. En la cárcel trató de traducir La Divina Comedia al hebreo pero fracasó por su conocimiento insuficiente de la lengua.

### Líder del movimiento revisionista
A lo largo de su vida, Jabotinsky estaba convencido de que un Estado judío era una necesidad histórica que habría de llegar y consagró su vida a la construcción del mismo. Fue el principal ideólogo del sionismo revisionista y el primer comandante de la organización paramilitar Irgún, considerada terrorista por los británicos. 
En 1921 entró a formar parte del comité ejecutivo de la Organización Sionista Mundial (OSM).Poco después firmó una alianza secreta con Simon Petliura para apoyar con una milicia judía al ejército nacionalista ucraniano en su lucha contra los bolcheviques. Cuando la noticia se hizo pública se produjo un escándalo en la OSM porque Petilura había participado en pogroms contra judíos. Jabotinsky se vio obligado a dimitir y en 1923 fundó la Nueva Organización Sionista, de carácter revisionista (anticomunista, militarista y opuesto al sionismo laborista), y el movimiento juvenil sionista (tnuá) Betar.
Defendió que Jerusalén fuese la capital del futuro Estado judío, que debía ser "europeo", y la creación de un ejército judío. Toleraba a los judíos sefardíes pero no a los árabes, a los que consideraba inferiores por no ser europeos y de los que los colonos judíos deberían reducir por la fuerza y discriminar igual que los judíos lo habían sido en sus estados de origen. En el primer congreso del sionismo revisionista, celebrado en Milán en 1932, Jabotinsky afirmó que deseaba un "Imperio Judío" similar al imperio italiano de Mussolini, que abarcaría Palestina, Transjordania, Egipto hasta el canal de Suez e Irak . En 1934 consiguió la creación de una academia militar judía en Civitavecchia, que fue visitada por Mussolini dos años más tarde. Sin embargo, la alianza entre Italia y la Alemania nazi en 1936 hizo que Jabotinsky se distanciara de Mussolini.
Dejó un legado intelectual de miles de trabajos y documentos; correspondencias, discursos, artículos publicados, panfletos y libros; los cuales siguen guiando al sionismo revisionista. 
A pesar del peso decisivo de los judíos de Estados Unidos, Jabotinsky puso menos énfasis que otros sionistas en extender sus ideas nacionalistas a dicho país, si bien jugó un papel en la resolución pro-sionista del Congreso estadounidense de 1922. Le repugnaba el racismo de los blancos estadounidenses hacia los ciudadanos afroestadounidenses, cuyos linchamientos igualaba a los pogromos contra judíos en Europa.

### Muerte
Jabotinsky falleció en agosto de 1940 en un campamento de la organización juvenil Betar que se desarrollaba en las afueras de la ciudad de Nueva York, en los Estados Unidos.
En su testamento pidió solamente que fuera enterrado en el futuro estado judío por orden expresa del gobierno que se impusiera en aquel país. En el año 1964, por orden del primer ministro israelí Levi Eshkol, los restos de Jabotinsky fueron trasladados al Monte Herzl de la ciudad de Jerusalén.
El día en el que falleció, David Raziel, miembro importante de Betar y del Irgún, emitió la Psudat Evel (Orden de Duelo) en la que informaba de la muerte de Jabotinsky.

ORDEN DE DUELO

Con sentimientos de desamparo y duelo, informamos en esta, que Zeev Jabotinsky, primer soldado de Iehuda, no está más con nosotros porque Dios lo ha vuelto a su regazo.
Zeev Jabotinsky, fundador de los batallones hebreos, defensor de Ierushalaim, prisionero de Acco, héroe de lucha por la soberanía de Israel y portador del Hadar en su vida y actos.
En los días de desesperación y faltas de fe, el crea la luz para iluminar la oscuridad, él fue siempre el valiente en la reunión de los desolados, el único gran hombre entre multitud de enanos, el brillante sol del levantamiento nacional y la oculta luz de sus esperanzas.
Desde los días de la Legión Judía, hasta los comandantes de la juventud judía, paseo por el galut el sueño del viejo Macabeo, resurgiendo por la idea del ejército de Israel liberador y conquistador.
Exiliado y errante, perseguido y sufriente, porto la brillante corona de estrellas del triunfo de sus enseñanzas y la doliente corona de espinas del dirigente y maestro de un pueblo testarudo.
Como líder de la generación del desierto, la última esclavitud y la primera de hombres libres, solo de lejos vio la tierra de redención y a ella no llego.
No es un monumento de piedras levantaremos, sino que, con la realización de sus sueño, la juventud nacional santificara su memoria, en la santa guerra por la redención de la Tierra Santa. Amén.
Katzin Ha-shilton David Raziel
Natziv Betar be-Eretz Israel
David Raziel, 1940

## Obras de Jabotinsky
Como poeta y publicista Jabotinsky escribió distintos poemas, canciones y artículos generalmente relacionados con sus posturas sionistas. Entre sus poemas/canciones más conocidos se encuentran el Shir Betar (utilizado por Betar y el Irgún como himno) que expresa el resurgir del pueblo judío y el Shtei Guedot que habla sobre el derecho territorial de los judíos sobre los territorios del Mandato británico de Palestina, que hoy incluyen la totalidad de Israel, Palestina y Jordania.
Entre sus artículos políticos más destacados se encuentra El Deporte Nacional (1939), artículo en el que habla de la inmigración judía en Israel, La Muralla de Hierro (1923) en la que da su opinión respecto al conflicto árabe-israelí y La Ética de la Muralla de Hierro (1933), en la cual responde a las criticas que tachaban de inmoral su anterior artículo. 
Junto a Samuel Perlman, publicó el primer atlas geográfico en hebreo en 1925. Todas estas obras las firmó y publicó con su nombre de nacimiento, Vladimir Jabotinsky.

## Críticas
David Ben Gurión, futuro primer ministro de Israel, aborrecía tanto la ideología de Jabotinsky que se refirió a él una vez como "Vladimir Hitler".Otro sionista de izquierdas, Stephen S. Wise, acusó en 1935 a Jabotinsky de estar construyendo un movimiento fascista. No obstante, a pesar de las peticiones de algunos sionistas revisionistas, Jabotinsky se negó siempre a construir un culto a la personalidad al estilo de Mussolini.

## Día Conmemorativo de Zeev Jabotinsky
El Día Conmemorativo de Zeev Jabotinsky es una fecha en la que se conmemora el aniversario de la muerte del líder sionista Zeev Jabotinsky. Este día está determinado por una ley aprobada por la Knéset en el año 2005. El propósito de esta ley, es educar a las futuras generaciones con la visión, el legado, y la obra del judío Vladimir Zeev Jabotinsky, recordando su memoria, su aportación a la formación del Estado de Israel, y de sus instituciones, haciendo todo esto de acuerdo con los objetivos y el carácter del movimiento sionista. Está establecido por la ley, que el día 29 del mes de Tamuz, tendrá lugar un servicio conmemorativo en el Monte Herzl, en Jerusalén. En los campamentos militares de las FDI, se dedicará un tiempo a estudiar el trabajo y la obra del líder sionista. El parlamento israelí convocará en esta fecha una sesión extraordinaria y tendrá lugar un debate. También está establecido por la ley, que durante el día 12 del mes de Tevet, en las escuelas de todo el país, se llevarán a cabo actividades de aprendizaje, relacionadas con la obra y con la visión sionista del personaje histórico Vladimir Zeev Jabotinsky.